# Kamp Oberlangen

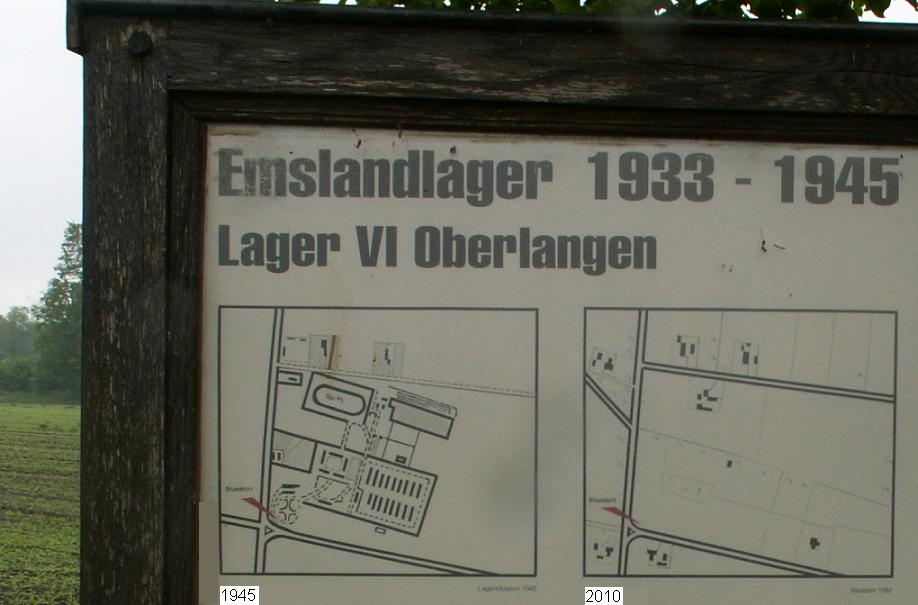
Plattegrond 1945 en 2010.

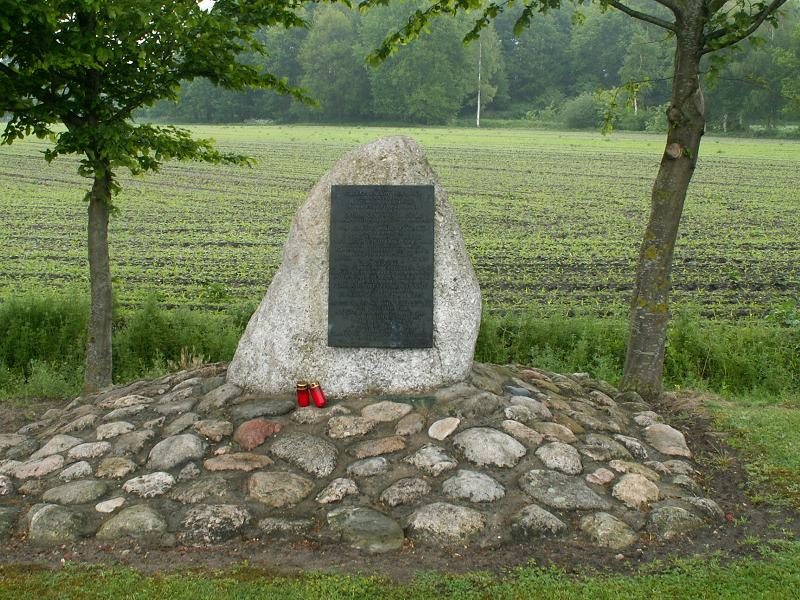
Gedenksteen bij het voormalige kamp.

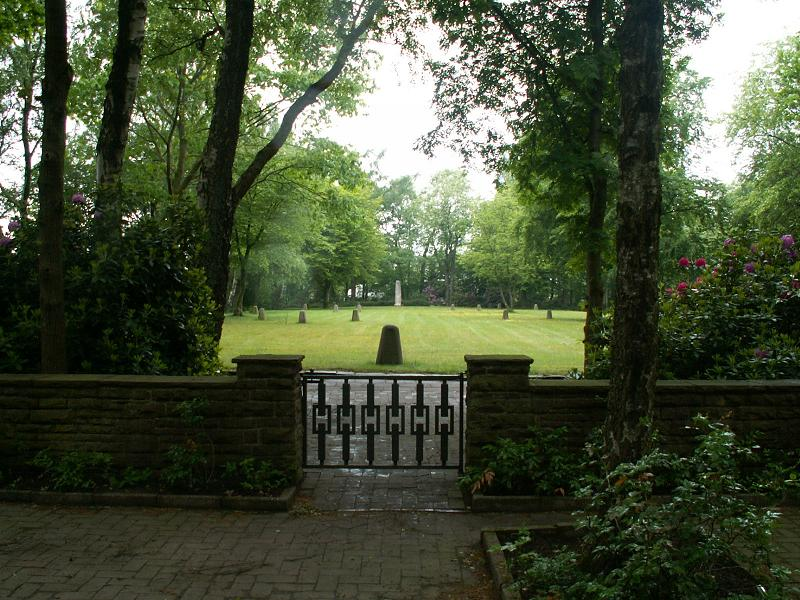
Begraafplaats voormalig kamp Oberlangen.

Kamp Oberlangen (Duits: Lager VI Oberlangen) was het zesde van de vijftien Emslandlager. Lager VI was gelegen nabij het dorp Oberlangen, ongeveer dertig kilometer ten oosten van Emmen.

## Geschiedenis
Kamp Oberlangen werd in het najaar van 1933 in het Emsland opgericht. De planning was om het kamp te gaan gebruiken als concentratiekamp, maar al snel werd het gebruikt om SA-mannen in op te leiden. Het kamp moest een bezetting van 1.000 personen aankunnen. Vanaf april 1934 werd het kamp echter gebruikt om politieke tegenstanders van het naziregime in op te sluiten. Als Emslandlager is het kamp bekend als Lager VI Oberlangen. Het kamp komt niet voor in de officiële Duitse lijst van concentratiekampen.
In december 1936 was Kamp Oberlangen volledig bezet en de Duitsers besloten om het kamp in 1937 met vijfhonderd plaatsen uit te breiden. Tot het begin van de Tweede Wereldoorlog moeten de gevangenen arbeid verrichten, zoals het ontginnen van het veen.
In september 1939 nam het Oberkommando der Wehrmacht (OKW) het commando over het kamp op zich. Het OKW besloot om Kamp Oberlangen te gaan gebruiken als krijgsgevangenenkamp. Aanvankelijk werden er voornamelijk Polen ondergebracht, maar na de Duitse inval in de Sovjet-Unie, kwamen daar ook Sovjet-krijgsgevangenen bij. In 1943 werd de functie van het kamp wederom veranderd. Het werd als interneringskamp voor Italiaanse militairen gebruikt. Een jaar later had het weer een andere functie: vrouwelijke krijgsgevangenen uit Polen werden in het kamp gevangengezet.

## Na de oorlog
Op 12 april 1945 werd het kamp vanuit Emmen door vijfentwintig soldaten van de Poolse 1e Pantserdivisie bevrijd. Er bevonden zich toen nog 1728 vrouwen in het kamp. Deze waren in 1944 krijgsgevangenen geworden tijdens de Opstand van Warschau. Deze vrouwen behoorden tot de Armia Krajowa (vrij vertaald het ‘Thuis Leger’, nl. het Poolse verzet). Een aantal van die vrouwen namen dienst in het Poolse bezettingsleger. Tot 1947 was er een zogezegd 'Poolse enclave', genaamd Maczkow, genoemd naar generaal Maczek, bevelhebber van de 1ste Poolse Pantserdivisie. Van het kamp zelf is vrijwel niets meer overgebleven. Op de plaats waar vroeger het kamp heeft gelegen, bevindt zich een Poolse herdenkingstafel, die er in 1995 ter nagedachtenis aan de slachtoffers is neergezet. De kampbegraafplaats is wel intact gebleven. Hier rusten 62 Sovjet-krijgsgevangenen in individuele graven en tussen de 2.000 en 4.000 slachtoffers uit de Sovjet-Unie in diverse massagraven.

## Dodental
In de vijftien Emslandlager hebben naar schatting 100.000 krijgsgevangenen en 80.000 politieke- en strafgevangenen moeten verblijven. Naar schatting zijn 30.000 van deze gevangenen in de Emslandlager vermoord. Voor het merendeel zijn dat Sovjet-krijgsgevangenen geweest. Deze liggen op negen begraafplaatsen en in massagraven begraven. Per kamp kan zowel qua inwonertal als ten aanzien van het dodental niets specifieks met zekerheid worden gezegd. Van de begraafplaatsen is voor een deel van de gevallen wel bekend hoeveel mensen er liggen en welke nationaliteit deze mensen hadden. Hoeveel van de 180.000 kamp bewoners de oorlog hebben overleefd is onbekend. Velen zijn later in andere kampen vermoord.

## Ontsnappingen
Soms moesten de gevangenen op enkele honderden meters van de Nederlandse grens werken. Regelmatig trachtten de gevangenen de Nederlandse grens over te vluchten. Bij die vluchtpogingen werd er gericht op de gevangenen geschoten. Toch zijn er enige tientallen ontsnappingen gelukt. Maar Nederland stuurde de asielzoekers in de meeste gevallen terug. Vaak betekende dat alsnog de dood van de vluchteling. In enkele gevallen, die publieke aandacht trokken, werden asielzoekers niet naar Duitsland teruggestuurd, maar naar andere landen uitgewezen.